# Villa La Colline
La maison dite villa La Colline, anciennement Yves-Michel, est l’une des quinze villas balnéaires répertoriées patrimoine exceptionnel de la commune de La Baule-Escoublac, dans le département français de la Loire-Atlantique. Dessinée vers 1926 par René Perrey, il s’agit de la première maison de style international dans le lotissement La Baule-les-Pins.

## Localisation
La villa est située au 7, avenue du Maine, dans le lotissement de La Baule-les-Pins et installée en retrait de la rue, au sommet d'une dune et au milieu de sa parcelle.

## Patrimoine de La Baule-Escoublac
La zone de protection du patrimoine architectural, urbain et paysager (ZPPAUP) de La Baule-Escoublac rassemble 6 871 bâtiments, parmi lesquels 15 villas sont distinguées en patrimoine exceptionnel ; 699 autres sont recensées en patrimoine remarquable à conserver et 1 741 en patrimoine d’accompagnement essentiel.

## Historique
La maison a été construite sur les plans dessinés par l’architecte René Perrey en 1926 et achevée en 1929. Initialement dénommée Yves-Michel, elle prend le nom La Colline en 1937, ses deuxièmes propriétaires s’inspirant des vers de Victor Hugo :

« Connaissez-vous sur la colline,
qui joint Mont-Lignon à Saint-Leu,
Une terrasse qui s'incline
Entre un bois et le Ciel bleu. »

— Victor Hugo, Les contemplations, Ô souvenirs ! printemps ! aurore !, 1844.
René Perrey (1891 - 1969) s’établit à La Baule en 1924. Sa carte de visite indique :

« M. R. Perrey, architecte diplômé par le gouvernement, 6 rue Foucault à Paris, auteur de plusieurs villas, construites ou en cours de construction, dans la région bauloise, lauréat du concours municipal des magasins à édifier sur la promenade du Pouliguen, est définitivement installé Avenue de la Grande Dune à La Baule-les-Pins. »

— Carte de visite de René Perrey datant de 1925.
Auteur de nombreuses villas du quartier Lajarrige, il quitte La Baule en 1930 pour tenir les fonctions d’architecte du gouvernement général d’Algérie.

## Architecture
Le style international de la villa est très dépouillé et visant l’économie ; il s’affranchit de toute référence au végétal. Deux portes-fenêtres s’ouvrent à l’est sur une large terrasse et donnent accès au séjour et à la salle à manger. La chambre principale se situe à l’étage, orientée vers l’ouest ; elle se prolonge par un vaste balcon vers le jardin, faisant office de véranda, soutenue par un pilier carré, protégeant l’entrée du rez-de-chaussée.
Le plan d’ensemble s’inscrit dans un « L » allongé.